# Giovanni Rodio
Giovanni Rodio  (* 24. Januar 1888 in Brindisi; † 10. Oktober 1957)  war ein italienischer Bauingenieur für Geotechnik und Unternehmer.
Rodio kam mit seinen Eltern mit zehn Jahren nach Zürich und wuchs dort auf. Er studierte Bauingenieurwesen an der ETH Zürich mit dem Abschluss 1910. Danach war er einige Jahre als Ingenieur für Wasserkraftanlagen zuerst bei den Brusio-Kraftwerken, ab 1911 für die Firma Locher beim Bau einer Wasserkraftanlage in Spanien tätig. Ab 1914 arbeitete er für den Professor G. Narutowicz an Kraftwerken in Spanien und Portugal. Im Ersten Weltkrieg war er ab 1916 auf italienischer Seite Pionieroffizier. 
1921 gründete er in Mailand seine Baugesellschaft, die anfänglich mit Schwierigkeiten zu kämpfen hatte. 1923 waren sie am Bau der Staumauer von Rochemolles bei Bardonecchia beteiligt. Im gleichen Jahr kam es zur Katastrophe beim Bruch der Gleno-Talsperre mit rund 600  Toten. Das beeindruckte Rodio tief und er beschloss sich dem Grundbau zu widmen. Damals waren die Grundlagen der Bodenmechanik erst im Aufbau und Rodio nahm früh (1931) Kontakt zum führenden Bodenmechaniker Karl Terzaghi auf. Er konsultierte bei den Arbeiten an der Talsperrengründung von Bou Hanifia in Algerien von Mitte August bis Anfang September 1931. Außerdem hatte er Kontakte zum Schweizer Geologen Maurice Lugeon. Bekannt wurde er für Pionierarbeiten in der Boden- und Felsinjektion (Zementinjektionen in den Boden oder Fels zum Beispiel bei Talsperrengründungen). Die Prozedur Rodio fand weltweit Anwendung. Von Rodio selbst wurde sie 1927/28 an der Seeuferegg- und Gelmersperre in der Schweiz angewandt und vor allem ab 1929 in Nordafrika (Bakhadda, Cherfas, Bou Hanifia). 1931 folgte Frankreich (Talsperren Verdon, Chambon, Sautet). 1935 zog er in die Schweiz, wo er in St. Moritz wohnte. Zur Pflege seines dortigen Alpengartens hatte er 1948 die gelernte Gärtnerin Fanny du Bois-Reymond angestellt. Nach dem Krieg dehnte er seine Auslandstätigkeit nach Südamerika aus, in den Kongo, Indien, Pakistan, Deutschland, Österreich und Norwegen. Noch kurz vor seinem Tod 1957 war er mit Abdichtung von Staudämmen in Kanada befasst und plante ein Projekt in den USA. Seinen Plan, dort Fuß zu fassen, konnte er nicht mehr selbst verwirklichen.
Außerdem stammen von ihm Rodio-Pfähle und ein Schlitzwandverfahren. Christian Veder, der bei ICOS ein Schlitzwandverfahren entwickelte, war in den 1930er Jahren bei Rodio, wo er mit Bentonit-Suspensionen experimentierte.
1937 wurde er Ehrendoktor der Universität in Lausanne.